# Carl Nordenadler
Carl Axel Leonard Nordenadler, född den 14 december 1842 i Seglora socken, Älvsborgs län, död den 11 mars 1903 i Borås, var en svensk militär.
Nordenadler blev student vid Lunds universitet 1859. Han blev underlöjtnant vid Västgöta regemente 1861, löjtnant där 1868, kapten 1879, major 1892 och överstelöjtnant vid Gotlands infanteriregemente 1896. Nordenadler var överste och chef för Älvsborgs regemente 1898–1903. Han blev riddare av Svärdsorden 1886.